# Église Saint-Jean-Baptiste de Langeais
Pour les articles homonymes, voir Église Saint-Jean-Baptiste.
L'église Saint-Jean-Baptiste est une église paroissiale de culte catholique dans la commune de Langeais, dans le département français d'Indre-et-Loire.
Construite et remaniée en plusieurs étapes entre le XIe et le XIXe siècle, elle est partiellement classée comme monument historique en 1914, classement complété en 1933.

## Localisation
L'église Saint-Jean-Baptiste se situe dans le centre-ville de Langeais, au nord du château.

## Histoire
Selon Grégoire de Tours, Langeais est l'une des premières paroisses tourangelles, fondée par saint Martin. Cette fondation s'accompagne très probablement de la construction d'un édifice cultuel qui n'a laissé aucune trace.
Une basilique est édifiée au Xe siècle mais la grande campagne de construction de l'église Saint-Jean-Baptiste a lieu au XIe siècle avec le clocher-porche, la nef, le chœur (abside principale et absidiole latérales),. Le clocher est surélevé un siècle plus tard.
Au XVe siècle, une chapelle est ajoutée au nord de la nef, une sacristie est construite et vers 1450 la flèche du clocher est refaite. Les voûtes du porche sont refaites et les baies de la nef reprises au XVIe siècle.
En 1869, la construction d'un transept « dénué de tout intérêt » emporte une partie de la nef, dans une restauration jugée « désastreuse » ou « lamentable ».
Plusieurs parties de l'église sont classées par arrêtés comme monument historique : le clocher (21 décembre 1914) et l'abside ainsi que la sacristie (24 avril 1933).

## Description

### Architecture
L'église est composée d'un clocher-porche auquel fait suite une nef sans bas-côtés barrée par un transept. Un chœur avec des collatéraux terminé par une abside principale et deux absidioles prolonge l'édifice à l'est. Une sacristie flanque l'absidiole et une partie du collatéral au nord et une crypte est creusée sous l'abside principale.
Le clocher de plan carré, est épaulé de petits contreforts. Une tourelle d'escalier est accolée à sa face méridionale et, à sa base, un enfeu est ménagé ; les deux étages de son beffroi sont percés de baies et une flèche octogonale en pierre le termine.

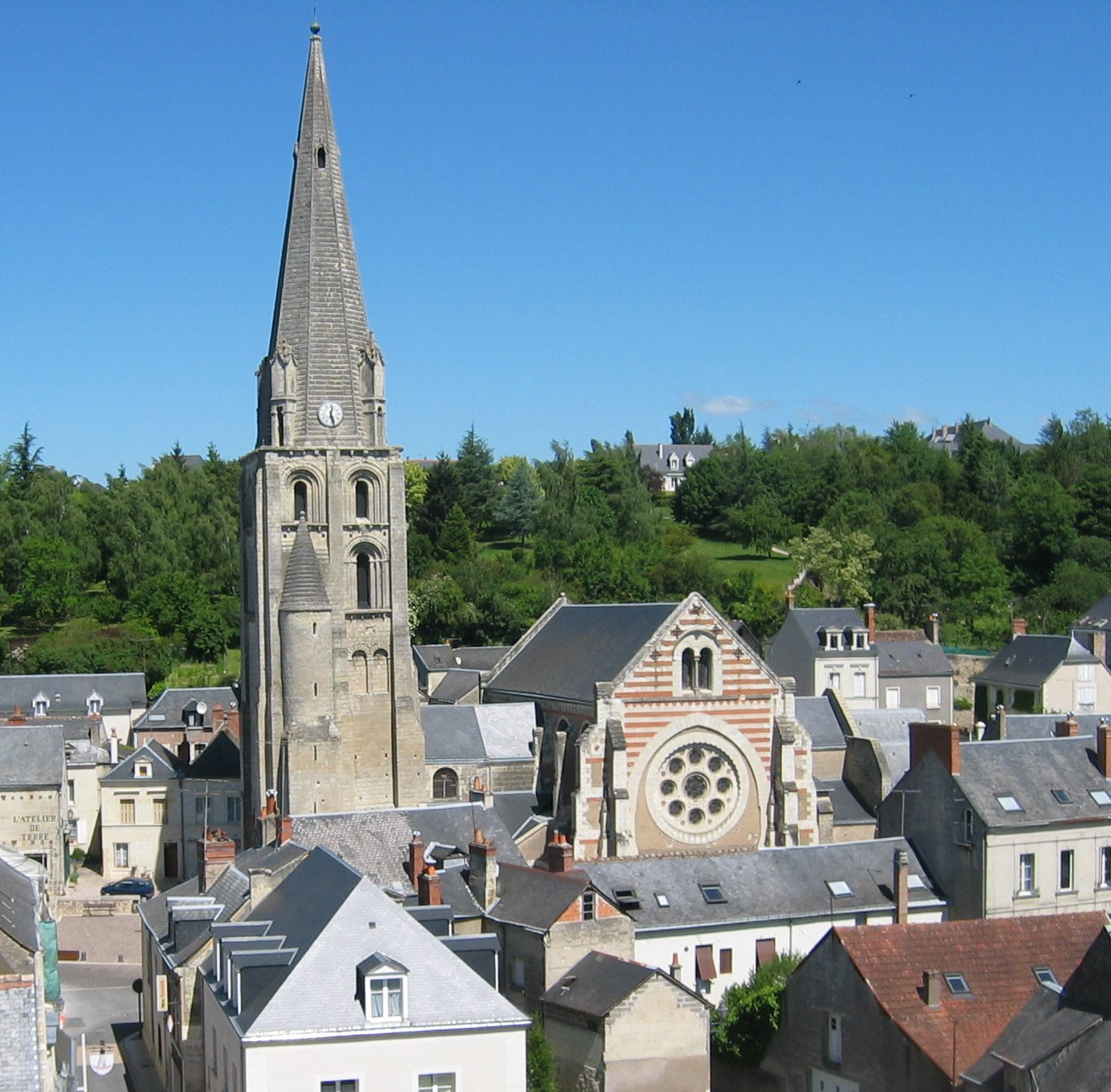
Vue générale depuis le château.
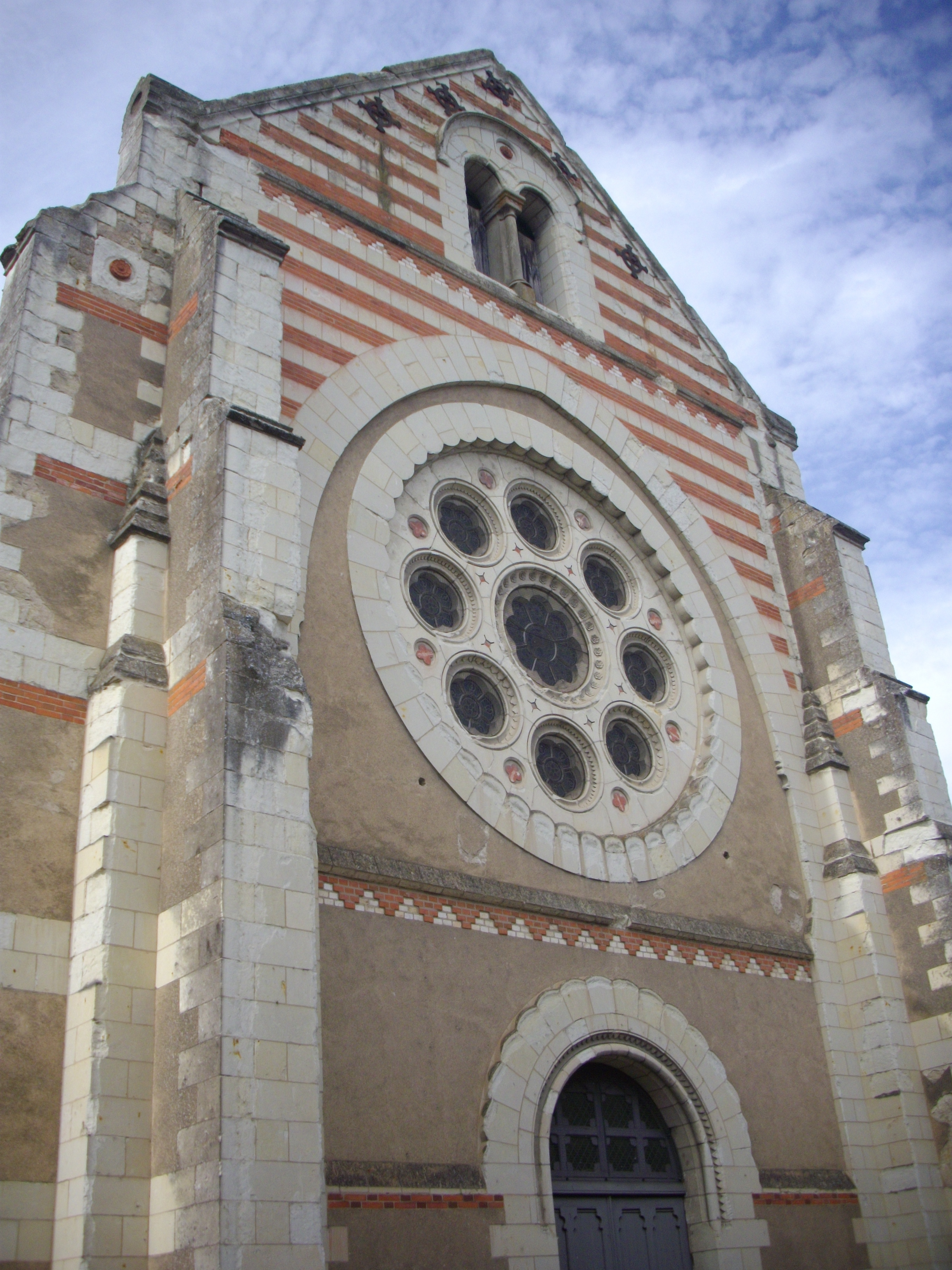
Extrémité du transept.
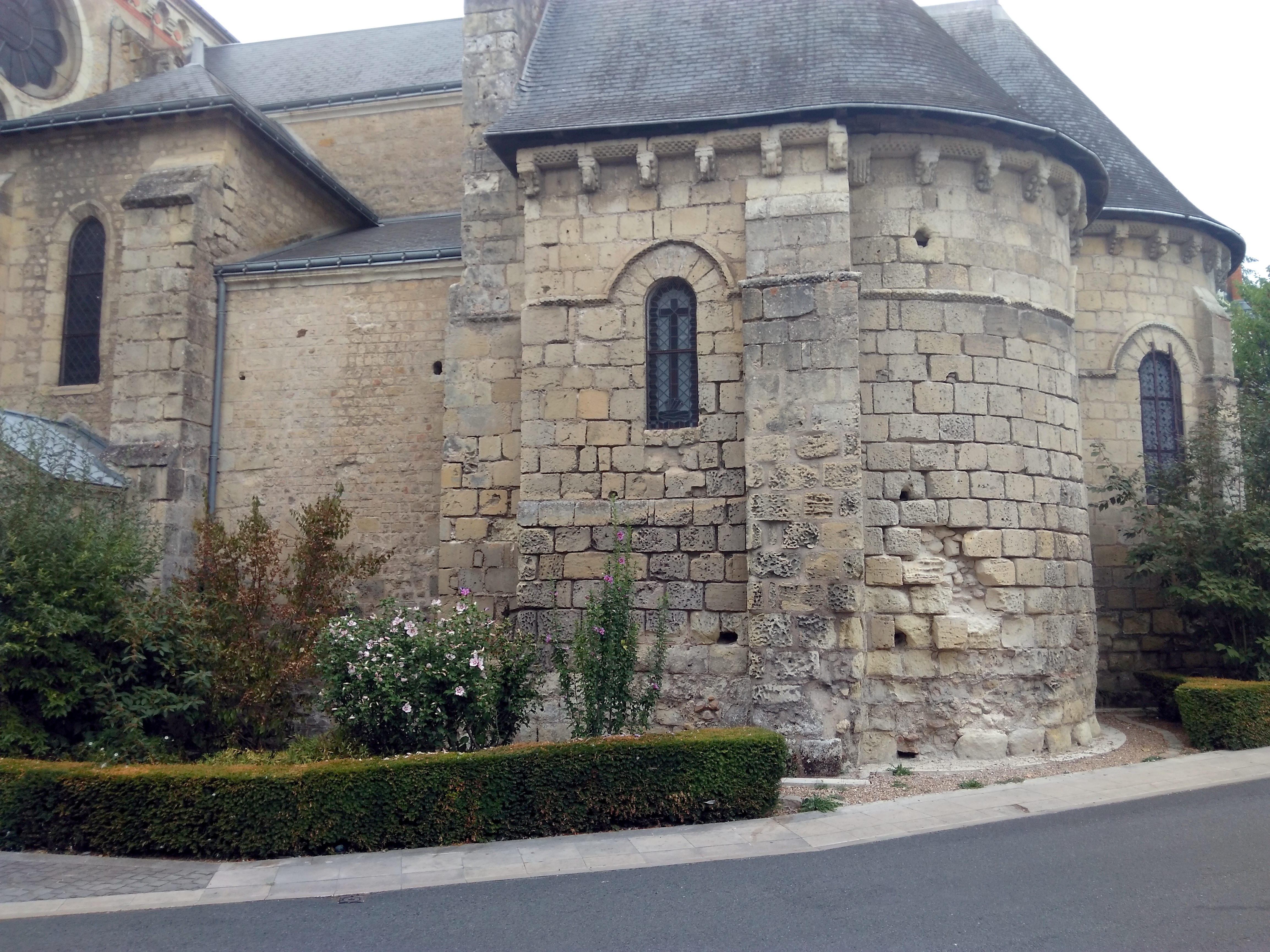
Absidiole méridionale du chœur.
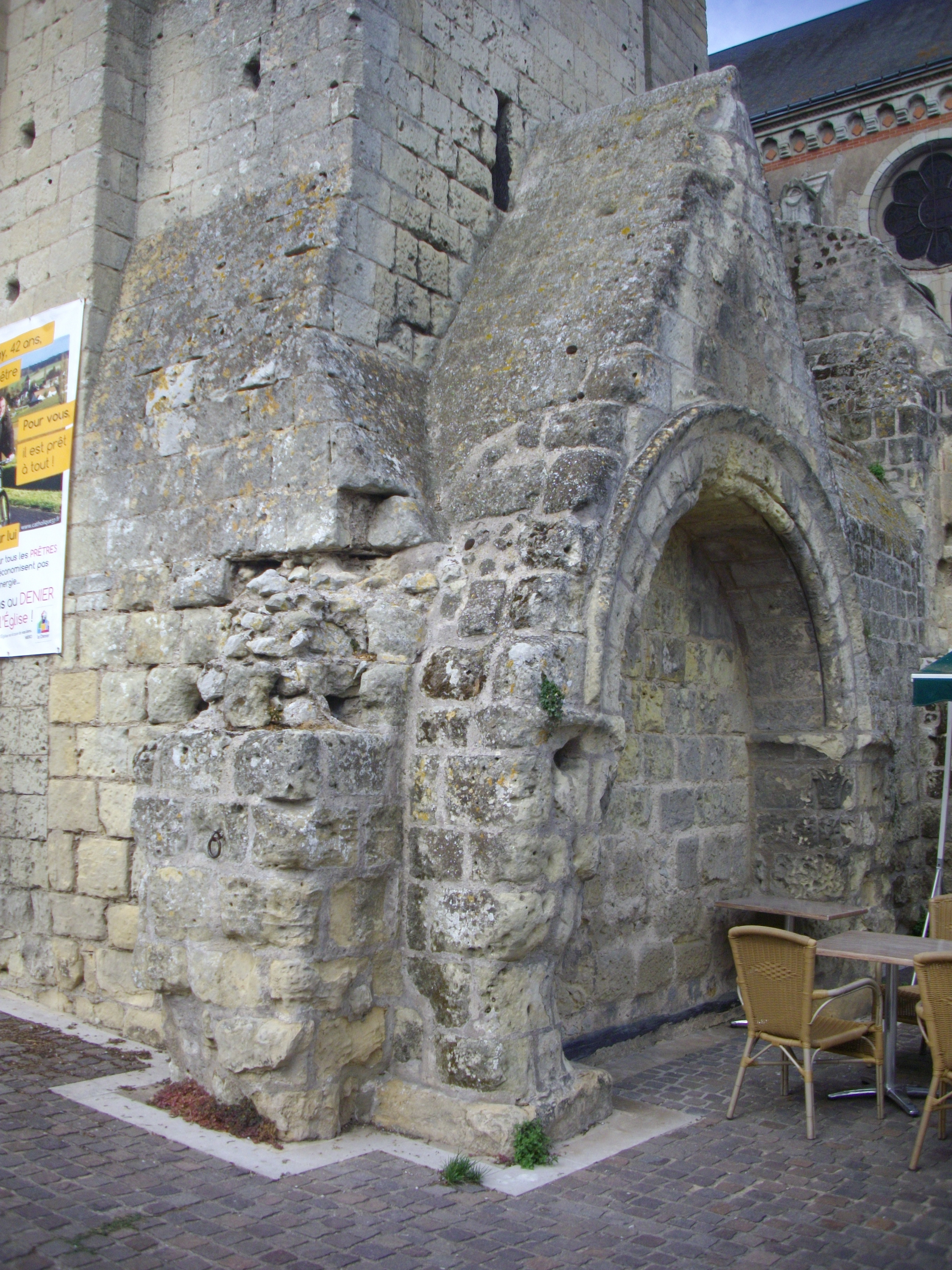
Enfeu à la base du clocher.

### Décor et mobilier
Subsiste de l'ancienne église carolingienne une frise sculptée encastrée dans le mur méridional de la nef et représentant deux lions se faisant face, encadrés par des entrelacs.

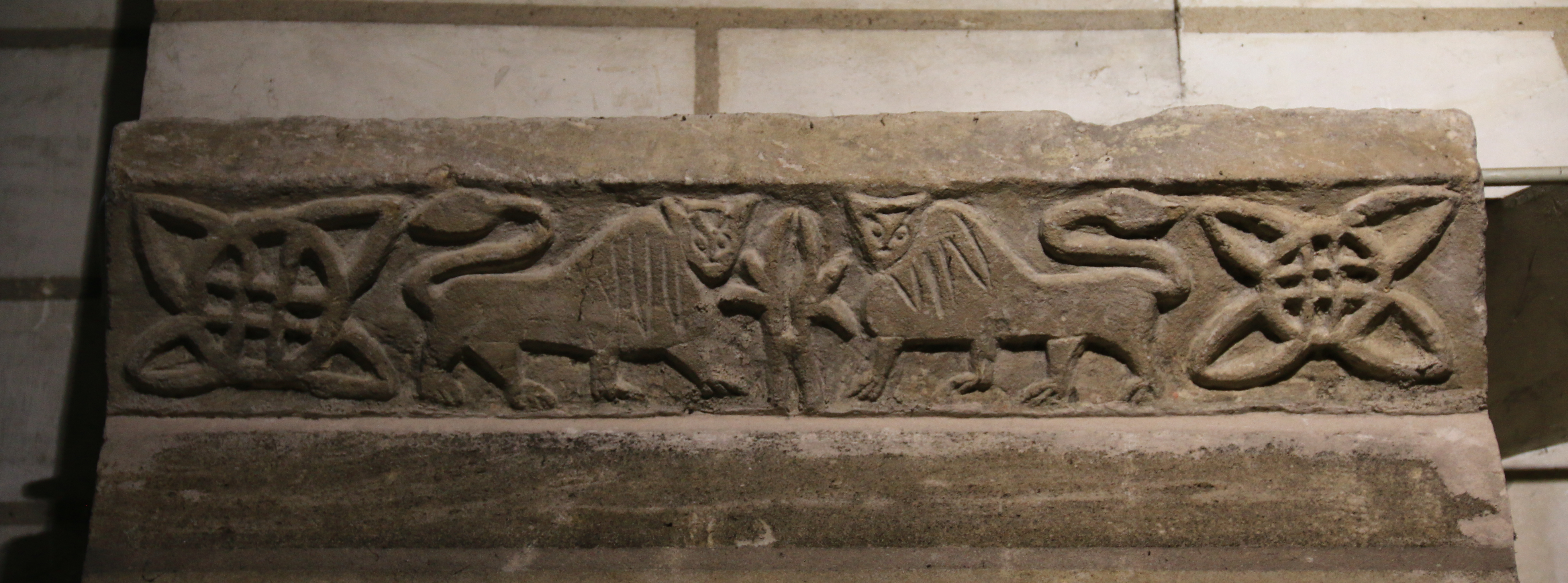
Frise sculptée subsistant de l'ancienne église carolingienne.

Plusieurs parties extérieures de l'église, parmi les plus anciennes comme l'abside et le clocher, ont conservé des corniches soutenues par des modillons sculptés.
En 1858, Louis Bonn, facteur d'orgues à Tours, construit un orgue de tribune. Cet orgue, sa partie instrumentale et son buffet sont protégés en tant qu'objets monuments historiques. Une statue du Christ en croix en bois datée du XVIIIe ou du XIXe siècle bénéficie de la même protection.
Une cuve baptismale du XVe siècle était décorée de trois têtes humaines dont une seule demeure visible.
Une statue de la Vierge protectrice, du XVIIe siècle, initialement dans une chapelle au nord de Langeais, est ultérieurement placée dans l'église.

## Pour en savoir plus